# Андрија Палташић
Андрија Палташић (имеђу 1440. и 1450, Котор – прва деценија XVI вијека, у Венецији) био је први је штампар међу Јужним Словенима.

## Биографија
Као штампар је радио у Венецији, од 1477—1499. године (22 године послије штампања Гутенбергове „Библије“, а само осам година послије отварања прве штампарије код Млетака и седамнаест година прије појаве Макаријевог „Октоиха“). Издања је објављивао на латинском и италијанском језику (на италијанском: „Библију“ и неколико религиозно-литургијских књига“). Његове књиге спадају међу најуспјелије, у раном венецијанском штампарству.
Близу половине Палташићевих штампаних издања, сачувано је на јужнословенским просторима. Ради се о 40 примјерака (33 у Хрватској, три у Црној Гори и једно у Словенији). Палташић је самостално штампао 37 инкунабула и 4 инкунабуле у саиздаваштву. Издавао је грчке и римске класике, као и дијела савременика.